# Vorderschneeberg
Vorderschneeberg ist eine Streusiedlung, eine Ortschaft und eine Katastralgemeinde in der Marktgemeinde Bad Hofgastein im österreichischen Bundesland Salzburg.

## Geografie
Die Katastralgemeinde Vorderschneeberg erstreckt sich über eine Fläche von 4.287,61 ha (Stand: 31. Dezember 2023).
Zur Ortschaft Vorderschneeberg gehören die gleichnamige Streusiedlung Vorderschneeberg, das Dorf Lafen, die Einzelhöfe Haberreith und Hartl sowie die Schihütte Ahornhütte. Die Ortschaft umfasst 195 Adressen (Stand: 1. April 2020) und hat 606 Einwohner (Stand: 1. Jänner 2025).
Die Streusiedlung Vorderschneeberg liegt im Gasteinertal an den nordöstlichen Ausläufern des 2246 m ü. A. hohen Stubnerkogels. Unweit des Siedlungsgebiets fließt die Gasteiner Ache, in die hier der Haberreitgraben mündet. Die Strecke der Tauernbahn führt durch den Ort. Sie verläuft hier zweigleisig über die Schmalzgraben-Brücke und die Pichlerwald-Brücke, die 1994 anstelle früherer Steinviadukte errichtet wurden.

## Geschichte
Im von 1823 bis 1830 erstellten Franziszeischen Kataster sind in der Gegend der Streusiedlung die Einzelhöfe Abraham, Bsuchgut, Diemlinger, Galllehen, Groſsbirken, Meixner, Neuweeg und Sallhäusl verzeichnet.
Das Wirtschaftsgebäude des Abrahamgütls in Vorderschneeberg brannte 1918 nieder. Das Feuer wurde wahrscheinlich durch Funkenflug einer Lok der Tauernbahn verursacht.
Das Gasteinertal war im Sommer 1933 von mehrmaligen Unwetterkatastrophen mit schwerem Hagel, Überschwemmungen und Vermurungen betroffen. Dabei wurden die Ernte vernichtet und Sachschäden an Gebäuden verursacht. So richtete etwa Hagel am 19. August 1933 in Vorderschneeberg, Anger, Gadaunern, Weinetsberg und Wieden schwere Schäden an.

## Kultur
Zu den in Vorderschneeberg aktiven zahlreichen Krampus-Gruppen („Passen“) des Gasteinertals zählen der Jaga-Pass (gegründet 1947), der Bertahofer-Pass (gegründet 1974), der Fuchsstoa-Pass (gegründet 2002), der Durz-Pass (gegründet 2003), der Dimling-Pass (gegründet 2007), der Ecklgruben-Pass (gegründet 2008), der Schlossfeld-Pass (gegründet 2008) und der Hoch’n-Stoa-Pass (gegründet 2012).

## Wirtschaft und Infrastruktur
In der Streusiedlung gibt es zwei Sandgruben. Am Ortsrand verläuft die Landesstraße B167. Vorderschneeberg ist über die Bushaltestelle Bad Hofgastein Bertahof/Badesee an den öffentlichen Verkehr angeschlossen. Die Fernradwege Ciclovia Alpe Adria und EuroVelo 7 führen bei der Siedlung entlang des Ufers der Gasteiner Ache. Die mittelschwere Mountainbikestrecke Erzherzog-Johann-Runde verläuft durch den Ort.